# Apogonia wittmeri
Apogonia wittmeri är en skalbaggsart som beskrevs av Frey 1975. Apogonia wittmeri ingår i släktet Apogonia och familjen Melolonthidae. Inga underarter finns listade i Catalogue of Life.